# So-Young Pi
So-Young Pi (in coreano: 피서영; 1946) è una fisica sudcoreana.
Studia alla Seoul National University, dove ottiene una laurea in fisica. Poi si trasferisce negli Stati Uniti per conseguire un dottorato in questo campo, alla State University di New York a Stony Brook . Successivamente, diventa una ricercatrice post-dottorato alla Rockefeller University e al Massachusetts Institute of Technology .  Durante la sua ricerca, So-Young Pi incontra Roman Jackiw, il suo collega fisico, che diventa suo marito. I due hanno avuto un figlio insieme, il violinista Stefan Jackiw.
Il padre di So-Young Pi era lo scrittore e poeta coreano Pi Chun-deuk .
So-Young Pi insegna alla Boston University e diventa professore emerita dopo suo pensionamento. Nel 2014, è eletta membro dell’American Physical Society, “ per i suoi contributi fondamentali al fenomeno delle fluttuazioni di densità nelle teorie dell'inflazione cosmica ".